# 白州项目
白州项目是白俄罗斯共和国的一家机构，全称白俄罗斯“劳动红旗勋章”国家设计研究院总公司（开放式股份公司） 。

## 历史沿革
白俄罗斯国家设计院“白州项目”的起源可以追溯到1933年2月25日，白俄罗斯苏维埃共和国人民委员会当日发布第 210 号法令，宣布将白俄罗斯国家规划设计局（Belgosproektstroy）同另一家机构“吉普罗戈尔”（即白俄罗斯国家城市设计研究所）合并，成立白俄罗斯国家设计研究院（作为前身的白俄罗斯国家规划设计局成立于 1927 年）。
- 在 1960-1970 年间。研究院在住房文化及民用住房建设领域完成了多项工作。
- 1982 年，根据苏联最高苏维埃主席团“在制定共和国城市总体规划、工业综合体和大规模建设的住房和民用设施设计方面取得的成功”的法令，研究院被授予劳动红旗勋章，此后改称为白俄罗斯“劳动红旗勋章”国家设计研究院。
- 1990年，白俄罗斯国家设计研究院“BELGOSPROEKT”正式改组为企业“白州项目”（BELPROEKT）。[4]
- 2001年，研究院在国家法人实体登记册中注册。[5]
- 2006年，改组为全民所有制企业“白俄罗斯国家设计研究院总公司‘白州计划’”。[6][7]
- 2017年，在波兰“年度现代化”设计竞赛中，设计院的项目“日丹诺维奇共和国临床医疗中心综合大楼项目”获得了由Roman Pikula颁发的奖项。
- 2018年5月14日，设计院转制为开放式股份公司。
- 2018年5月26日，研究院入驻中白“巨石”工业园[8]，并持有中国公司北京建益投资发展60%的股权。
- 2020 年 4 月，白俄项目组织 “生物医药计划”（MedBioPharmProject）并入“白州计划”。[8]

## 承担项目一览
研究院开展了国家学术院、歌剧和芭蕾舞剧院、白俄罗斯共和国宫、明斯克竞技场、体育宫、扬卡库帕拉剧院、白俄罗斯国家科学院、邮政总局、中央军官院、白俄罗斯国家马戏团、白俄罗斯国家爱乐乐团、中央植物园温室、“十月”、“莫斯科”、“游击队”、“白俄罗斯”等电影院、ASB“白俄罗斯银行”中央办公室大楼、国家银行的建设，并设计建造了明斯克、巴拉诺维奇以及平斯克的大学建筑，“Druzhba”住宅区、“ Lebyazhy ”住宅区、“ Krasny Bor ”住宅区、白俄罗斯共和国驻俄罗斯联邦大使馆住宅区、BGUFK 游泳池、白俄罗斯足协大楼等建筑。同时，也参与了在阿斯塔纳举办的“EXPO-2017”国际专业展览会白俄罗斯共和国馆的设计项目，中白科技转化领域科技研究合作中心的建设科技成果项目，共和党医学临床中心、外科大楼和移植学楼群项目以及共和国科学与实践中心“母婴”大楼的重建项目。